# Buccaneer Archipelago
Buccaneer Archipelago – grupa od 800 do 1 000 wysp na Oceanie Indyjskim, położonych w czterech skupiskach przy wejściu do Zatoki Królewskiej, u północnych wybrzeży Australii Zachodniej. Największą wyspą archipelagu jest Macleay Island, jednak najważniejsze wyspy to Cockatoo Island i Koolan Island, na których około 1880 roku odkryto bogate złoża rudy żelaza, które były eksploatowane w drugiej połowie XX wieku. Archipelag nazwano na cześć angielskiego korsarza Williama Dampiera, który odkrył wyspy w 1688 roku.
Wyspy należące do archipelagu są przeważnie skaliste, często z wysokimi klifami. Powstały w wyniku podnoszącego się poziomu morza. Chociaż wyspy powstały stosunkowo niedawno, skały, które je tworzą oraz przylegające wybrzeże powstały ponad 2 miliardy lat temu.